# High Times: Singles 1992-2006
High Times: Singles 1992-2006 è il secondo album di raccolta del gruppo funk britannico Jamiroquai, pubblicato nel 2006.

## Tracce

### Disco 1
1. When You Gonna Learn - 3:49
2. Too Young to Die - 3:23
3. Blow Your Mind - 3:56
4. Emergency on Planet Earth - 3:37
5. Space Cowboy - 3:37
6. Virtual Insanity - 3:49
7. Cosmic Girl - 3:47
8. Alright - 3:42
9. High Times - 4:10
10. Deeper Underground - 4:46
11. Canned Heat - 3:48
12. Little L - 3:59
13. Love Foolosophy - 3:47
14. Corner of the Earth - 3:56
15. Feels Just Like It Should - 4:33
16. Seven Days in Sunny June - 4:02
17. (Don't) Give Hate a Chance - 5:00
18. Runaway - 3:46
19. Radio - 4:12
20. Half the Man * - 4:50

### Disco 2
1. Emergency on Planet Earth (Masters At Work remix) - 7:10
2. Space Cowboy (David Morales remix) - 7:52
3. Love Foolosophy (Knee Deep mix) - 8:27
4. Little L (Bob Sinclar mix) - 7:24
5. Cosmic Girl (Tom Belton mix) - 7:46
6. Dynamite (Phil Asher remix) - 7:40
7. Seven Days in Sunny June (Ashley Beedle remix) - 7:54
8. Virtual Insanity (Salaam Remi remix) - 5:41
9. You Give Me Something (Blacksmith R&B mix) - 4:02
10. Supersonic (Restless Souls/Phil Asher remix) - 8:26
11. Love Foolosophy (Mondo Grosso Love Acoustic Mix) *  - 4:43

## Classifiche
| Classifica (2006) | Posizione massima |
| ----------------- | ----------------- |
| Australia         | 11                |
| Austria           | 23                |
| Belgio (Fiandre)  | 8                 |
| Belgio (Vallonia) | 3                 |
| Europa            | 2                 |
| Finlandia         | 19                |
| Francia           | 1                 |
| Germania          | 33                |
| Giappone          | 4                 |
| Italia            | 5                 |
| Nuova Zelanda     | 20                |
| Paesi Bassi       | 31                |
| Portogallo        | 14                |
| Regno Unito       | 1                 |
| Spagna            | 20                |
| Svizzera          | 1                 |